# El Paraíso, Yucatán
El Paraíso är en ort i Mexiko.   Den ligger i kommunen Progreso och delstaten Yucatán, i den östra delen av landet, 1 000 km öster om huvudstaden Mexico City. El Paraíso ligger 5 meter över havet och antalet invånare är 315.
Terrängen runt El Paraíso är mycket platt. Runt El Paraíso är det tätbefolkat, med 709 invånare per kvadratkilometer. Närmaste större samhälle är Progreso de Castro, 10,1 km norr om El Paraíso. I omgivningarna runt El Paraíso växer i huvudsak lövfällande lövskog.